# Mark Shuttleworth
Mark Richard Shuttleworth (* 18. September 1973 in Welkom, Provinz Freistaat, Südafrika) ist ein britisch-südafrikanischer Unternehmer. Bekannt wurde er als erster Afrikaner im Weltraum (dies verlieh ihm in Südafrika den Spitznamen Afronaut) und als zweiter Weltraumtourist sowie als Begründer des Ubuntu-Projekts.

## Leben
Shuttleworth wurde in der Goldminenstadt Welkom geboren. Nach wenigen Jahren zogen Shuttleworths Eltern, Richard und Ronelle, nach Kapstadt (Provinz Westkap), weil sein Vater dort eine Stelle als Chirurg fand. Dort besuchte Shuttleworth zunächst das private Diocesan College. Nach seinem Abitur im Jahr 1991 begann er an der Universität Kapstadt (UCT), Südafrikas ältester Universität, Betriebswirtschaft und Informatik zu studieren. 1996 erhielt er von der UCT einen Bachelor-Abschluss.
Seit 1995 arbeitet er an der Linux-Distribution Debian als Entwickler mit. Während seines letzten Studienjahres gründete er im Dezember 1995 sein erstes Unternehmen: Thawte Consulting, das er von der elterlichen Garage aus leitete. Es beriet zunächst lokale Geschäftskunden in Fragen des Internets, spezialisierte sich dann auf Web-Sicherheit und ist heute weltweit führend in der Vergabe digitaler Zertifikate. Kurz vor dem Zusammenbruch von Internet-Unternehmen an der Börse (Dotcom-Blase) verkaufte Shuttleworth genau vier Jahre nach dessen Gründung Thawte im Dezember 1999 für geschätzte 500 Millionen US-Dollar an das US-amerikanische Unternehmen Verisign. Bereits im September 2000 rief Shuttleworth die Firma HBD Venture Capital ins Leben. Der Name ist die Abkürzung einer Bezeichnung, die englische Seefahrer früher verwendeten, um noch nicht kartografierte Gebiete zu kennzeichnen: Here Be Dragons (deutsch: hier seien Drachen). Die Risikobeteiligungsgesellschaft investiert in innovative südafrikanische Unternehmen. 

Wenig später folgte The Shuttleworth Foundation (TSF), eine gemeinnützige Organisation, die Bildungsprojekte in Südafrika fördert. TSF hob gleich nach ihrer Entstehung die so genannten Freedom Toaster aus der Taufe. Fahrkartenautomaten ähnlich, kann man an öffentlich zugänglichen Plätzen Open-Source-Software auf CDs brennen, weil in Südafrika das Telekommunikationsnetz teilweise ziemlich rudimentär ist.
Mark Shuttleworth verließ Kapstadt im Februar 2001 und lebt seitdem auf der Isle of Man. Im Frühjahr 2004 gründete er dort sein nächstes Unternehmen, Canonical Limited. Dieses sponsert die auf Debian basierende Linux-Distribution Ubuntu und weitere Projekte aus dem Open-Source-Bereich. Langfristig profitabel sollte Canonical durch das Anbieten kostenpflichtiger Unterstützung für diese Software werden. Seine enge Bindung an das Debian-Projekt dokumentierte Shuttleworth durch seine Teilnahme an mehreren der jährlichen Debian-Konferenzen. Canonical beschäftigte im Jahr 2007 neben etwa 20 Debian-Entwicklern auch Programmierer der Linux-Projekte Gnome und KDE, deren Schirmherrschaft Shuttleworth im Oktober 2006 übernommen hatte.
Shuttleworth besitzt die britische und die südafrikanische Staatsbürgerschaft, ist ledig und kinderlos.

## Der Flug ins All

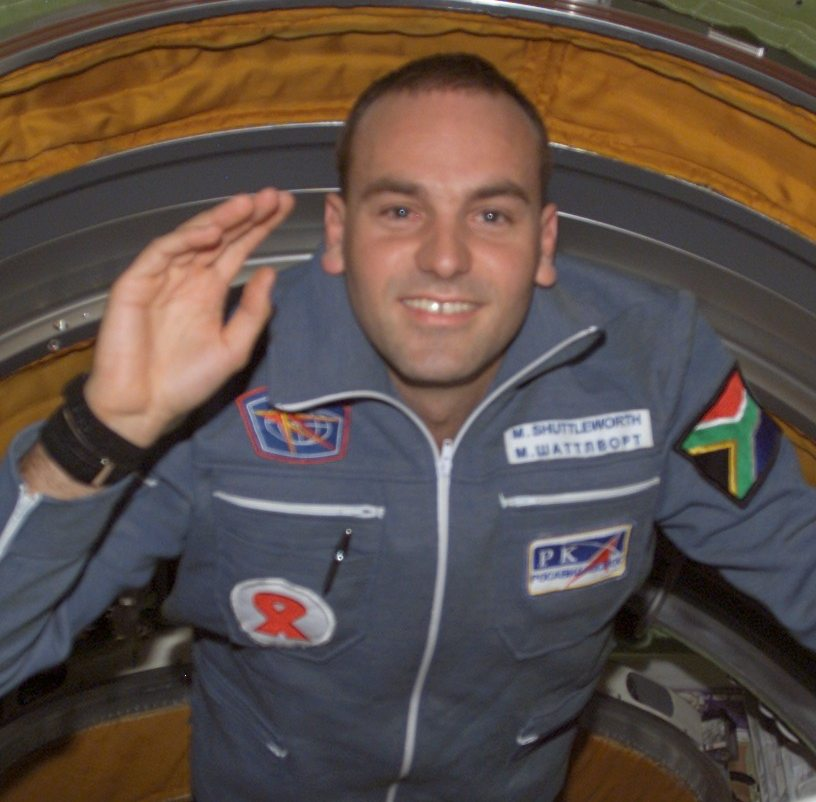
Shuttleworth in der ISS

Shuttleworth hatte schon immer davon geträumt, einmal ins All fliegen zu können. Hatte er zunächst angenommen, diese Möglichkeit böte sich erst, wenn die Raumfahrt für Jedermann möglich sei, sah er seine Chance gekommen, als Dennis Tito im April 2001 der erste Weltraumtourist wurde. Er nahm mit Space Adventures Kontakt auf, einem privaten US-Unternehmen zur Förderung des Raumfahrttourismus, das bereits Titos Flug ermöglicht hatte. Er wandte sich auch an Tito selbst, telefonierte mehrmals mit ihm und besuchte ihn im Juni 2001. Einen Monat später nahm Shuttleworth im Sternenstädtchen bei Moskau sein siebenmonatiges Training auf, nachdem er alle medizinischen Tests bestanden hatte. Ein halbes Jahr später wurde der endgültige Vertrag über seinen Mitflug zur Internationalen Raumstation (ISS) unterzeichnet.
Am 25. April 2002 startete Shuttleworth als Mitglied der dritten ISS-Gastmannschaft mit der russischen Sojus TM-34 in den Weltraum. Zwei Tage später machte das Sojus-Raumschiff an der Raumstation fest, wo seit Dezember 2001 die vierte Langzeitbesatzung lebte und arbeitete.
Shuttleworth hatte nicht nur für Flug und Ausbildung rund 20 Millionen US-Dollar bezahlt, er war auch für die Kosten der fünf Experimente aufgekommen, die er während seines achttägigen Aufenthalts durchführte. An einem der Vorhaben waren auch deutsche Wissenschaftler vom Max-Planck-Institut für Biochemie beteiligt. Sie hatten mit der südafrikanischen University of Port Elizabeth das Experiment SPC (Soluble Protein Crystallization) zur Erforschung von Eiweißkristallen entwickelt. Daneben standen sowohl Meeresbeobachtung als auch Forschung an Stammzellen und am Herz-Kreislauf-System auf dem Programm. Außerdem hielt Shuttleworth eine Unterrichtsstunde mit mathematisch-wissenschaftlichem Schwerpunkt, die rund einhunderttausend Schüler in Südafrika verfolgten. Am 5. Mai kehrte er mit Sojus TM-33 zur Erde zurück.
Der Asteroid (14310) Shuttleworth wurde am 9. August 2006 nach ihm benannt.